# Рыжков, Валентин Всеволодович
Валентин Всеволодович Рыжков (27 января 1934, Пермь — ноябрь 1998, Пермь) — советский футболист, нападающий, тренер. Мастер спорта СССР (1956).

## Биография
Воспитанник «Звезды» Молотов (Пермь). Бо́льшую часть карьеры провёл в этой команде в 1953, 1958—1964 годах. В 1954 году сыграл две игры за ОДО Свердловск, забил три гола. Сезоны 1955—1957 провёл в составе ЦДСА / ЦСК МО. Бронзовый призёр 1955 и 1956 годов (сыграл 4 и 6 матчей соответственно). Обладатель Кубка СССР 1955.
После демобилизации из армии продолжал выступать за «Звезду», отыграв всего семь сезонов за неё. По окончании карьеры работал помощником главного тренера в «Звезде». Последние 17 лет жизни — тренер-преподаватель СДЮШОР олимпийского резерва «Звезда». Среди его воспитанников — Константин Зырянов и Андрей Сметанин.
Скончался в ноябре 1988 в возрасте 64 лет. В Перми проводится турнир по футболу среди ветеранов, посвященный памяти Рыжкова.